# Дю Рё, Эсташ II де Крой
Эсташ II де Крой (фр. Eustache II de Croÿ; 1609 — 9 сентября 1653) — граф дю Рё и Священной Римской империи, военачальник и государственный деятель Испанских Нидерландов, губернатор Лилля, Дуэ и Орши.

## Биография
Сын Клода де Кроя, графа дю Рё, и Анны д’Этурмель, дамы д’Ангинегатт. Барон де Борен, города и замка Лаге, Ассена, и прочее, сеньор де Дьеваль, Роснел, Увелен, Уден, Варнек, и прочее.
Пэр и хлебодар Эно, дворцовый распорядитель кардинала-инфанта Фердинанда Австрийского, штатгальтера Испанских Нидерландов, капитан пятидесяти тяжеловооруженных всадников.
2 января 1640 назначен губернатором и капитан-генералом Лилля, Дуэ и Орши (Галликанской Фландрии), вместо умершего в предыдущем году Филиппа де Рюбампре, графа де Вертена. Командовал войсками этой пограничной зоны в ходе франко-испанской войны.
В 1646 году был пожалован Филиппом IV в рыцари ордена Золотого руна.

## Семья
Жена (27.09.1632): Теодора Гертруда Мария фон Кеттлер-Анхольт (1.01.1613—22.08.1682), госпожа Лаге и Ассена, дочь Вильгельма фон Кеттлера, герра фон Лаге, и Элизабет фон Бронкхорст-Батенбург. Вторым браком вышла за маркиза де Бентивольо
Дети:
- Альбер-Клод де Крой (ум. 1660), граф дю Рё и Священной Римской империи, барон де Борен Был холост
- Фердинанд-Гастон-Ламораль де Крой (ум. 1720), герцог де Крой, граф дю Рё. Жена (1673): Мария Анна Антуанетта ван Берген (ум. 1714), дочь Евгения ван Бергена, графа ван Гринбергена, и Флоранс-Маргариты ван Ренессе-Варфузее
- Филипп-Альбер де Крой (ум. 1660)
- Филипп-Франсуа-Альбер де Крой, маркиз де Варнек. Жена 1): Клодин-Франсуаза де Ла-Пьер дю Фе, дама де Липпело, дочь Жака-Фердинанда де Ла-Пьера, барона дю Фе, губернатора Брюсселя, и Мари-Терезы Дешан де Кесслер, дамы де Липпело; 2): Мари Эльман де Вильбрёк; 3): Изабелла Блилевен
- Катрин-Франсуаза-Элизабет-Мария де Крой (ум. 30.05.1686). Муж (16.06.1678): князь Вальрад фон Нассау-Узинген (ум. 1702)
- Мария-Леопольдина де Крой. Канонисса в Монсе. Муж (14.08.1679): граф Фердинанд де Ланнуа, маркиз де Отпон
- Шарлотта-Генриетта-Мария де Крой. Ум. ребенком
- Мария-Филиппина-Ипполита де Крой. Канонисса в Монсе